# Петуховский припоселковый кедровник
Петуховский припоселковый кедровник — массив кедрового леса, расположенный в окрестностях деревни Петухово, в 30 км на юго-восток от города Томска. Кедровник представлен тремя массивами, на правом и левом берегу реки Басандайки. Ботанический памятник природы областного значения. Высота деревьев составляет до 23,5 м, возраст — 120 лет. Место отдыха населения, а также место сбора дикоросов.
Кедровник объявлен памятником природы с целью сохранения ценного лесного массива, имеющего рекреационное значение, а также для обеспечения устойчивости биологического разнообразия. Общая площадь особо охраняемой природной территории 392,4 га.